# تلاعب بالعقول

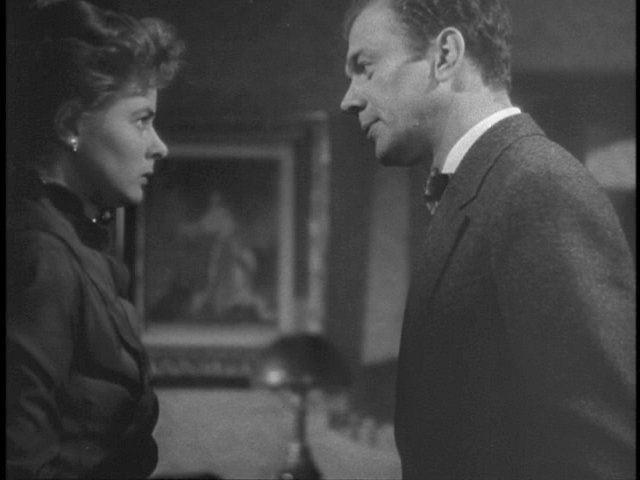
صورة من الفيلم الذي ابتدأ منه استخدام هذه العبارة.

التلاعب بالعقول أو قدح الشرارة (بالإنجليزية: gaslighting)‏ يعد نوعا من أنواع التلاعب النفسي الذي يمارسه شخص على آخر، حيث يسعى ذلك الشخص إلى زرع بذور الشك في عقل شخص معين أو مجموعة معينة، مما يجعلهم يشكون في ذاكرتهم، وإدراكهم، وسلامتهم العقلية، باستخدام الإنكار المستمر والتضليل والمناقضة والكذب. كما يتضمن التلاعب بالعقل محاولات لزعزعة استقرار الضحية وتشكيكها في إيمانها.
وتتراوح درجات التلاعب بالعقل بين إنكار المعتدي لأمور قد حدثت إلى فبركة حوادث غريبة بنية إرباك الضحية. وقد نشأ مصطلح “gaslighting” عن مسرحية «باتريك هاميلتون» «ضوء المصباح» والفيلمين المأخوذين عنها في عامي 1940 و1944 والذين حملا نفس العنوان. تحكي المسرحية عن مصابيح الغاز في بيت الضحية والتي يعمد زوجها إلى تخفيض ضوئها لإضاءة مصابيح العليّة بشكل أكبر أثناء بحثه الليلي فيها، ويقنع زوجته أنها تتخيل الأمر. واستخدم المصطلح في سياق علم النفس العلاجي والأبحاث إضافة إلى استخدامه في سياقات سياسية.